# Pulsion Medical Systems
Die PULSION Medical Systems SE ist ein deutscher Medizinprodukte-/Pharmahersteller mit Sitz in München und gehört weltweit zu den führenden Herstellern im Bereich hämodynamisches Monitoring, also der Überwachung des Herz-Kreislauf-Systems und des Blutes.
Das Geschäftsfeld von Pulsion ist Critical Care, welches die Intensiv-, die perioperative und die Notfallmedizin adressiert, richtet sich auf das Management von Herz-/Kreislauffunktion und Organfunktionen kritisch kranker Patienten.
Das Unternehmen erwirtschaftete im Geschäftsjahr 2020 mit 71 Mitarbeitern einen Umsatz von 32,1 Mio. Euro.

## Geschichte
Pulsion wurde 1990 durch Ulrich Pfeiffer gegründet und stellte 1997 das Monitoringsystem PiCCO vor. 1999 erfolgte die Gründung der Pulsion Medical Inc. in den USA. Im gleichen Jahr wurden Vertriebstöchter in Frankreich, Großbritannien und den Benelux-Ländern gegründet. Im darauf folgenden Jahr wurden Vertriebstöchter in Australien und Spanien eröffnet. Der Börsengang der Pulsion Medical Systems AG folgte 2001. 2008 wechselt Wittek vom Aufsichtsratsvorsitzenden an die Position des Chief Executive Officer.
Neben PiCCO stellte das Unternehmen das diagnostische Arzneimittel ICG-Pulsion her, für das 2007 die Zulassung erfolgte. Der Wirkstoff Indocyaningrün (ICG) ist ein fluoreszierender Farbstoff, der in der Medizin als Indikatorsubstanz (z. B. für die photometrische Leberfunktionsdiagnostik und Fluoreszenzangiographie) bei Herz-, Kreislauf-, Leber- und Augenerkrankungen eingesetzt wird. Es wird außerdem in der Neurochirurgie eingesetzt.
Das Unternehmen wurde im Jahre 2014 durch die Getinge AB übernommen und in Maquet integriert; am 14. September 2014 stimmte die Hauptversammlung einem entsprechenden Beherrschungsvertrag zu. Im Februar 2016 wurde der Bereich Pulsion Perfusion mit dem Hauptprodukt ICG an Diagnostic Green, ein Tochterunternehmen der Renew Private Group, verkauft.

## Auszeichnungen
- 2006 TOP 100 Innovator
- 2005 Frost & Sullivan Award (Technology Innovation & Leadership of the Year)
- 1995 Bayrischer Innovationspreises